# Проэнса, Педру
Пе́дру Проэ́нса Оливе́йра А́лвеш Гарси́я (порт. Pedro Proença Oliveira Alves Garcia; род. 3 ноября 1970, Лиссабон) — португальский футбольный судья. В свободное от судейства время работает финансовым консультантом. Судья ФИФА с 2003 года. Обслужил матч финала Евро-2012. Один из судей финальной стадии чемпионата мира 2014 в Бразилии.

## Биография
Впервые начал судить футбольные матчи в 18 лет. В 1998 году был допущен до судейства матчей высшего дивизиона чемпионата Португалии, международную карьеру начал в 2003 году с судейства матча Кубка Интертото между клубами «Жальгирис» и «Эргрюте», завершившегося со счётом (1:5). В декабре 2004 года впервые обслуживал матч Кубка УЕФА, между клубами АЕК и «Горица», счёт (1:0). В сентябре 2007 года впервые работал на матче Лиги чемпионов, судя матч между нидерландским ПСВ и российским ЦСКА, счёт (2:1).
16 мая 2012 года Проэнса был назначен главным судьёй на финальный матч Лиги чемпионов 2012 года. Матч прошёл 19 мая на стадионе «Альянц Арена» в Мюнхене. А через месяц с небольшим обслужил финал Чемпионата Европы по футболу 2012 на «Олимпийском» в Киеве.
Дважды в сезонах 2006/07 и 2010/11 признавался лучшим футбольным судьёй Португалии.В среднем за игру предъявляет 5,11 жёлтой и 0,13 красной карточки (данные на февраль 2012 года).